# مردة خير (دهرود)
مردة خير (بالفارسية: مرده‌خیر) هي قرية تقع في إيران في قسم دهرود الريفي. يقدر عدد سكانها بـ 232 نسمة بحسب إحصاء 2016.